# Georg Schmaltz
Georg Friedrich Eckard Schmaltz (* 9. Juni 1862 in Dresden; † 5. Oktober 1943 ebenda) war ein deutscher Jurist, Amtshauptmann und Ministerialdirektor.

## Leben und Wirken
Er war der Sohn des Ministerialdirektors und Wirklichen Geheimen Rats Carl Schmaltz. Nach dem Besuch des Gymnasiums studierte er Rechts- und Staatswissenschaften und promovierte zum Dr. jur. 1890 trat er als Bezirksassessor in den sächsischen Staatsdienst ein. 1900 wurde er zum Amtshauptmann in der Amtshauptmannschaft Döbeln ernannt. 1903 erfolgte seine Berufung in das Ministerium des Kultus und öffentlichen Unterrichts in Dresden, wo er zum Regierungsrat und Vortragenden Rat ernannt wurde. Seine Beforderung zum Ministerialdirektor erfolgt 1915. 1919 wurde er als Ministerialdirektor und Geheimer Rat in den Ruhestand versetzt. Seinen Lebensabend verlebte er im Dresdner Villenviertel Weißer Hirsch.